# デジタルネイティブ
| アメリカ合衆国の世代 *=諸説あり ?=世代の期間が定まっていない ^=シュトラウス=ハウ世代理論         | アメリカ合衆国の世代 *=諸説あり ?=世代の期間が定まっていない ^=シュトラウス=ハウ世代理論 |
| ------------------------------------------------------------------------------------------------ | ---------------------------------------------------------------------------------------- |
|                                                                                                  |                                                                                          |
| ○○世代                                                                                           | 期間                                                                                     |
| ^清教徒世代                                                                                      | 1588 - 1617                                                                              |
| 清教徒の目覚め                                                                                   | 1621 - 1649                                                                              |
| ^騎士道世代 ^栄光の世代 ^啓蒙世代 ^覚醒世代                                                      | 1618 - 1648 1648 - 1673 1674 - 1700 1701 - 1723                                          |
| 第一次大覚醒                                                                                     | 1727 - 1746                                                                              |
| ^自由世代 ^共和世代 ^妥協世代                                                                    | 1724 - 1741 1742 - 1766 1767 - 1791                                                      |
| 第二次大覚醒                                                                                     | 1790 - 1844                                                                              |
| 超自然世代 ^超越世代 ^メッキ世代 ^進歩世代                                                       | 1789 - 1819 1792 - 1821 1822 - 1842 1843 - 1859                                          |
| 第三次大覚醒                                                                                     | 1886 - 1908                                                                              |
| ^布教世代 失われた世代 戦間期世代 最も偉大な世代 ^G.I.世代                                       | 1860 - 1882 *1883 - 1900 1901 - 1913 *1901 - 1927 1901 - 1927                            |
| ジャズ・エイジ                                                                                   | 1918 - 1929                                                                              |
| ビート・ジェネレーション 沈黙の世代 ベビーブーマー ジョーンズ世代                                | 1914 - 1929 *1928 - 1945 *1946 - 1964 1954 - 1965                                        |
| 意識革命                                                                                         | 1964 - 1984                                                                              |
| X世代 ^13世代 MTV世代 ブーメラン世代                                                             | *1965 - 1980 1961 - 1981 1974 - 1985 1977 - 1986                                         |
| 文化戦争                                                                                         | 1980s - present                                                                          |
| デジタルネイティブ ミレニアルズ（Y世代） Z世代 ^ニュー・サイレント・ジェネレーション α世代 β世代 | *1976 - present *1980 - 1995 *1996 - 2010 ? *1990 - 2009 ? *2013 - 2028 ? *2025 - 2039 ? |

デジタルネイティブ (digital native) とは、学生時代からインターネットやパソコンのある生活環境の中で育ってきた世代であり、1970年代後半生まれを黎明として3区分に分類される。2001年に提唱され、2010年代に入ってからバズワード化した。この世代の定義には統計的な根拠が曖昧であり、グレゴリオ暦が10の倍数になっている年で区切っただけの簡便な定義については議論がある。所謂ネット世代（ネットジェネレーション）を含む概念である。

## 名称の由来
これはマーク・プレンスキー (Marc Prensky) が2001年に出版された著書"Digital Natives, Digital Immigrants"内で定義した呼称であり、生まれながらに情報通信技術（IT）に親しんでいる世代をデジタルネイティブ (Digital Natives) 、IT普及以前に生まれてITを身につけようとしている世代をデジタルイミグラント (Digital Immigrants) と呼んだ。

## 範囲
情報社会心理学を専門とする橋元良明らは、日本におけるデジタルネイティブを、1972年～1981年生まれの世代（76世代）、1982年～1991年生まれの世代（86世代）、1992年～2001年生まれの世代（96世代）に区分し、各世代は大きく異なる特徴を持っていると主張する。76世代はパソコンによるインターネット利用が中心で、携帯電話を補完的に利用している世代であり、技術的な側面に興味を持ち、インターネット黎明期に積極的に関わった。86世代は携帯電話によるインターネット利用が中心の世代であり、使い勝手の面で不十分な点を認めつつも、先人が作り上げたある程度使いやすいデジタル環境を享受した。96世代は、技術的知識を要求されることなく使える日本の先進的なモバイルブロードバンド環境を背景に、スマートフォン（スマホ）を始めとした様々な携帯通信機器を利用して動画コンテンツを視聴するとともに、クラウド環境での集合知（衆合知）を活用する世代であり、「ネオ・デジタルネイティブ」とも呼ばれる。
物心ついた頃から学生時代にかけて携帯電話やホームページ、インターネットによる検索サービスに触れてきた世代を「デジタル・ネイティブ第1世代」、ブログ、SNS、動画共有サイトのようなソーシャルメディアやクラウドコンピューティングを使いこなし青年期を過ごした世代を「デジタル・ネイティブ第2世代」と分類する意見もある。

## 特徴
この世代には「現実の出会いとネットでの出会いを区別しない」「相手の年齢や所属・肩書にこだわらない」「情報は無料と考える」「オリジナルとコピーの区分の消滅」「チェーンメールに代表されるインターネットミーム拡散力」などの特徴があると指摘され、インターネットオークションなどでは購入にも売却にも積極的な層である。
また、スマートフォンの長時間の使用や依存度が高いが、ソーシャルメディア上での初対面の人とのコミュニケーションにデメリットを感じる傾向にある。
文字や文書を読通するよりは、動画を視聴することを好む世代であり、子育てや勉学等に活用しているケースが散見される。
日本特有の現象としてスマートフォンの普及に伴うパソコン離れがある。世界的にスマートフォンが普及した2010年代に行われたPISA2018の調査で、日本の15歳生徒のノートパソコン使用率（自宅）は、調査対象国・地域の中で日本のみ下がった（2009年の48％から35％に減少）。

## 批判
デジタルネイティブという概念に対して、いくつかの批判的考察が発表されている。教育学者であるウーロンゴン大学のベネットらは、「The ‘digital natives’ debate: A critical review of the evidence（デジタルネイティブの議論:論拠の批判的検討）」と題した論文において、デジタルネイティブ世代が持つとされる特徴は十分に論証されていないか、脆弱な論拠のみが示されており、世代間の差異を強調しすぎる傾向があると指摘している。
ソーシャルメディア研究者のダナ・ボイドは、デジタルネイティブという概念は若者達が直面する問題を理解する妨げとなっていると指摘している。
2ちゃんねる開設者で実業家の西村博之は、2021年現在のデジタルネイティブは「スマホネイティブ」なだけであり、パソコン離れしていることを危険視している。西村曰く、スマホは消費者としては便利だが、クリエイティブな分野に向かないために搾取される立場にしかなれないと主張している。